# Aeropuerto Eduard Alexander Gummels
El Eduard Alexander Gummels Airport (EAG Airport), anteriormente Gummels Airport y Gummels Helipuerto de Paramaribo (ICAO: SMHP), es el primer helipuerto privado construido en Surinam. Está situado en 2015 en el barrio de Kwatta, cerca de la ciudad de Paramaribo, capital de Surinam. De propiedad privada y utilizado por la familia Gummels, que también es propietaria de la aerolínea Gum Air y del servicio de fumigación Surinam Sky Farmers. El helipuerto se utiliza principalmente para alquiler de helicópteros y principalmente para actividades de desarrollo en alta mar.
Gum Air está construyendo actualmente una nueva pista de aterrizaje de 1400 metros en este Helipuerto Gummels. La aerolínea planea utilizar un nuevo Cessna 408 SkyCourier que tiene encargado para vuelos entre Paramaribo, Georgetown, Puerto España y Cayena. El nuevo aeropuerto apoyará principalmente a los sectores de petróleo, gas y carga con vuelos chárter a partir de 2023.